# Pinchas (Sohn Elis)
Pinchas war ein im Tanach / Alten Testament erwähnter Sohn des Hohepriesters Eli und Bruder des Hofni. Er ist nicht zu verwechseln mit Pinchas, dem Sohn Eleasars.
Pinchas verrichtete zusammen mit seinem Bruder den Priesterdienst am Heiligtum in Silo (1 Sam 1,3 ). Dabei versündigten sie sich: Pinchas wie auch Hofni eigneten sich die Opfergaben der Pilger an (1 Sam 2,12–17 ) und verkehrten vor dem Heiligtum mit Prostituierten (1 Sam 2,22 ). Sie begleiteten die Bundeslade beim Feldzug gegen die Philister (1 Sam 4,4 ). Beide kamen in der Schlacht von Afek um (1 Sam 4,11 ). Pinchas’ Frau brachte nach seinem Tod ihren Sohn Ikabod zur Welt (1 Sam 4,19–22 ).